# Seppo Valjus

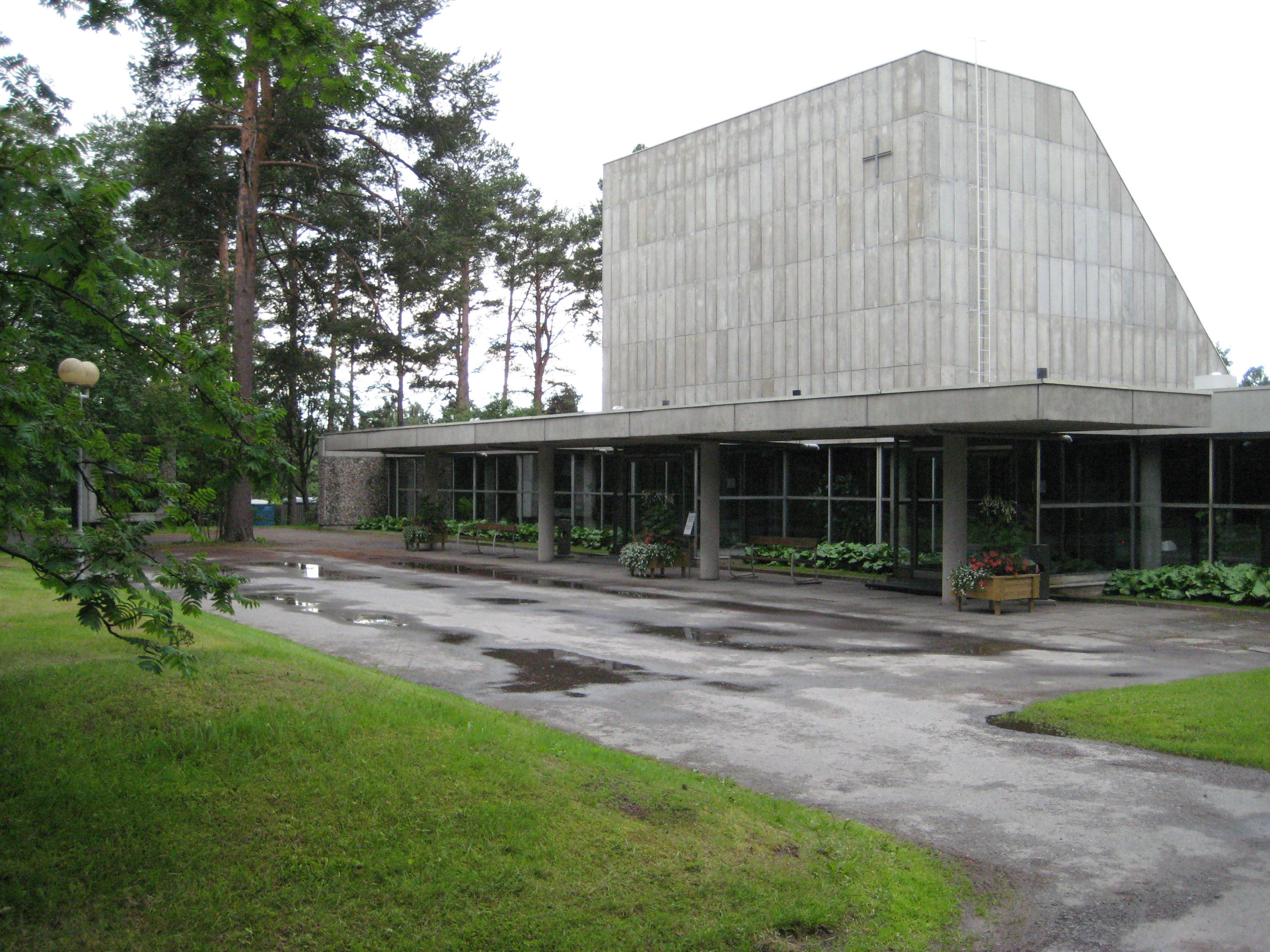
Intiö kapell i Uleåborg.

Seppo Jaakko Juhani Valjus, född 16 april 1928 i Uleåborg, död där 15 maj 2014, var en finländsk arkitekt. 
Valjus utexaminerades från Tekniska högskolan i Helsingfors 1956. Tillsammans med Heikki Castrén, Bengt Lundsten och Viljo Revell segrade han i arkitekttävlingen om stadshuset i Toronto 1958. Han bosatte sig två år senare åter i Uleåborg, där han bedrev egen arkitektverksamhet. Han var även professor vid Uleåborgs universitet 1967–1991. 
Valjus ritade bland annat Intiö kapell i Uleåborg (1973) och Torneå stadshus (1974) samt stort antal bostadsbyggnader och studentbostäder i Uleåborg. Senare ritade bland annat strandkvarteren Kiikelinranta (2001) och Toppilansaari (2003) och Sokoshotellet Arina (2003). Han skapade även idrottsanläggningar, som Pohjola stadion i Vanda (2000) och Kuopio fotbollsstadion (2005), vilka kännetecknas av avancerade läktarkonstruktioner i trä. Han är även upphovsman till skulpturer, däribland Jägarmonumentet (1967) och Pallo ("Bollen") i centrala Uleåborg (1989).